# Banoštor
Banoštor (ćir.: Баноштор, mađ.: Bánmonostor) je naselje u općini Beočin u Južnobačkom okrugu u Vojvodini.

## Zemljopis
Banoštor se nalazi u sjevernome Srijemu, u Vojvodini, koje pripada općini Beočin. Nalazi se na sjevernim padinama Fruške gore, uz obalu Dunava na podunavskom putu koji spaja Petrovaradin s Ilokom i Vukovarom. Također, naselje je povezano s bačkim naseljem Begeč, skelom preko Dunava. Od Novog Sada je udaljen 28 km.
Preko Dunava je Park prirode Begečka jama, Šašićeva ada i Čerevićka ada, a južno je Nacionalni park Fruška gora. Cestom broj 119 prema zapadu iz Banoštora dođe se u naselje Korušku i Susek. Iz Koruške cesta vodi prema jugu u Sviloš i Grabovo. Cestom prema istoku dođe se u Čerević i u beočinsku najmlađu mjesnu zajednicu neobična imena, Brazilija.

## Povijest
Naseljen još u rimskom dobu. Rimska naseobina Bononia ili Malata. Hrvatski ban Bjeloš 1150. godine na ovom mjestu na svom imanju osnovao benediktinski samostan s crkvom sv. Stjepana Prvomučenika. Po banovom samostanu je Banoštor dobio ime (srednjovj. lat. bani monasterium: banov samostan), u dokumentima Banmonostor (Bán monostor). To je ime u 14. i 15. stoljeću potisnulo dotadašnje madž. ime Kön. Potkraj prve trećine 13. stoljeća mjesto dobiva na važnosti. Godine 1229. postao je sjedište srijemske biskupije. Pored crkvene uloge, naselje je bilo važno u trgovini i obrtništvu. Banoštor je mnogo stradao u tatarskim provalama. Do turskih prodora žitelji su Hrvati i Mađari. Turska osvajanja poharala su ovaj kraj. Banoštor je pretvoren u ruševine. Nakon oslobađanja krajeva od Osmanlija, naseljava se pravoslavni živalj i dolazi u sastav Podunavske vojne granice sve do 1745. godine, nakon toga u sastavu Komorskoga vlastelinstva, te od 1777. u okviru vlastelinstva Čerević.

## Gospodarstvo
Banoštorci su radi unaprijeđenja vinogradarstva i vinarstva 2003. godine osnovali Klub ‘’Sveti Trifun’’. Člnaovi udruženja u posjedu imaju oko 80 ha vinograda i godišnje proizvedu preko 150 tisuća litara vina. U suradnji s MZ Banoštor i općinom Beočin vinari ‘’Svetog Trifuna’’ svake godine prvog vikenda u rujnu organiziraju tradicionalnu manifestaciju. ožujka ‘’Banoštorski dani grožđa’’. Banoštor je u okviru projekta „Bogatstvo različitosti” 2011. godine izabran među 10 najatraktivnijih sela u Vojvodini.

## Stanovništvo
U naselju Banoštor živi 780 stanovnika, od toga 659 punoljetna stanovnika, a prosječna starost stanovništva iznosi 44,7 godina (43,7 kod muškaraca i 45,5 kod žena). U naselju ima 311 domaćinstava a prosječan broj članova po domaćinstvu je 2,51.
Prema popisu stanovništva iz 1991. godine u naselju je živjelo 618 stanovnika.
| Etnički sastav 2002. |            |        |
| Narod                | Stanovnika | %      |
| Srbi                 | 732        | 93,84% |
| Hrvati               | 17         | 2,17%  |
| Slovaci              | 5          | 0,64%  |
| Mađari               | 5          | 0,64%  |
| Slovenci             | 3          | 0,38%  |
| Nijemci              | 3          | 0,38%  |
| ostali               | 5          | 0,60%  |
| nepoznato            | 0          | 0,0%   |

| broj stanovnika | 706   | 677   | 678   | 733   | 650   | 618   | 780   |
|                 | 1948. | 1953. | 1961. | 1971. | 1981. | 1991. | 2001. |

## Kultura
Udruženje „Majkina radionica” bavi se njegovanjem bogatu srijemske tradicije, čiji je dio „trukovanje”, proizvodnja mustri koje se prenose – „trukuju”, na platno, po kojem se zatim veze.
Udruženje žena ‘’Jana’’ bavi se humanitarnim radom od 1974. godine. 2009. godine proglašeno jednim od devet najuspješnijih ženskih udruženja u Vojvodini i ovjenčano Oktobarskom nagradom općine.

## Poznati Banoštorci
- Jovanka Rakić (1892. – 1972.), jedna od najpoznatijih krojačica i trukerki ovog kraja, izradila preko tisuću mustri[5]

## Vanjske poveznice
- Karte, udaljenosti vremenska prognoza  Arhivirana inačica izvorne stranice od 28. prosinca 2008. (Wayback Machine)
- Satelitska snimka naselja